# Cape Fatuosofia

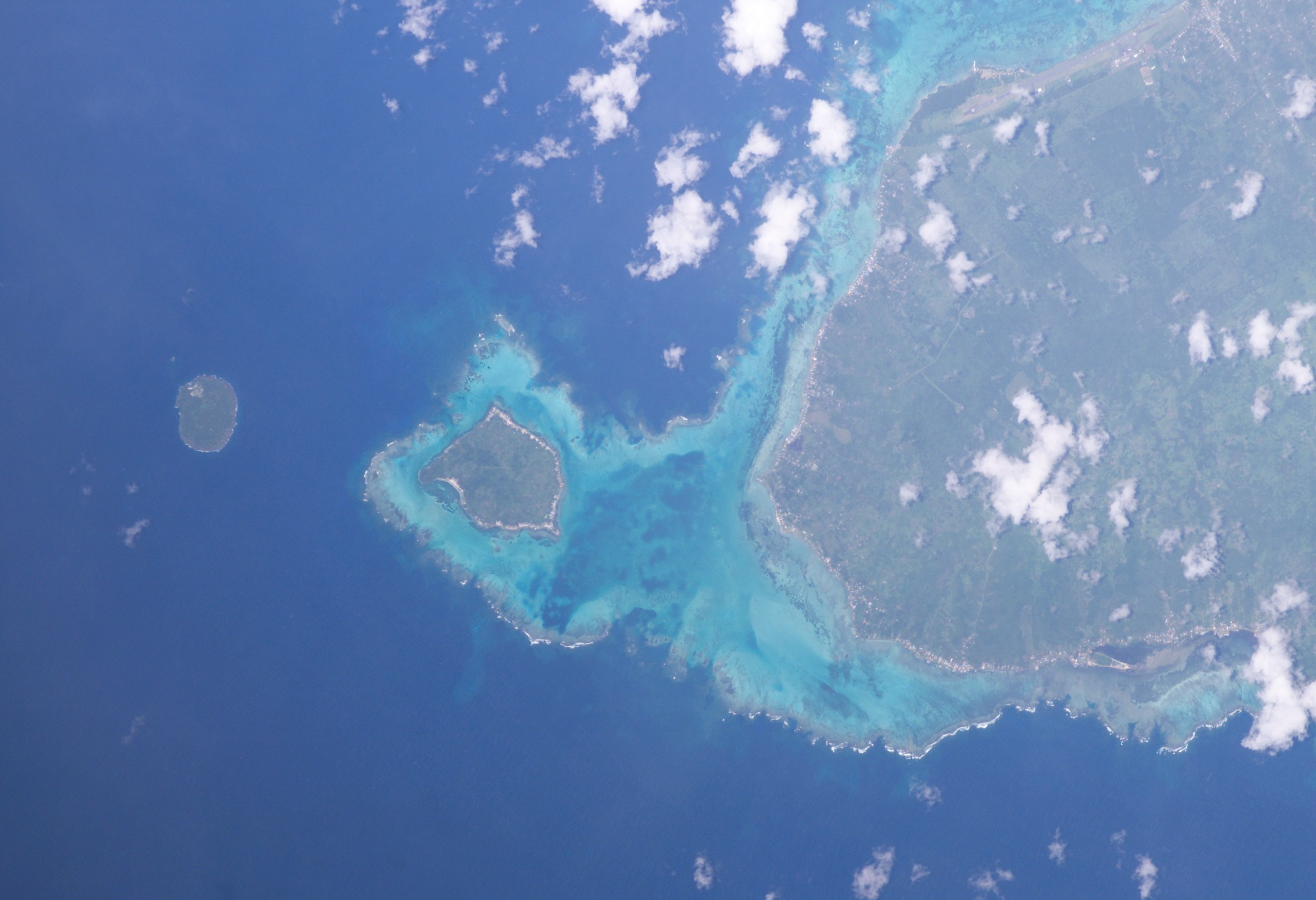
Satelliet foto van Lefatu Cape, het meest westelijke punt van het eiland Upolu

Cape Fatuosofia of Lefatu Cape is het meest westelijke punt van het eiland Upolu, het drukst bevolkte eiland van Samoa.
Lefatu Cape ligt tussen de dorpen Samatau en het dorp Mulifanua, in het district Aiga-i-le-Tai. Vanaf Lefatu Cape is het zo'n 3,4 km in westelijke richting naar het eiland Manono.